# Tour du Piémont 2024
Le Tour du Piémont 2024 (officiellement Gran Piemonte 2024) est la 108e édition de cette course cycliste masculine sur route. Il a lieu le 10 octobre 2024, sur une distance de 182 kilomètres entre Valdengo et Borgomanero, dans le Piémont, en Italie. Il fait partie du calendrier UCI ProSeries 2024 en catégorie 1.Pro.

## Présentation
Le Tour du Piémont connaît en 2024 sa 108e édition. Il est organisé par RCS Sport, filiale du groupe RCS MediaGroup qui organise également le Tour d'Italie, Milan-San Remo, Tirreno-Adriatico, Milan-Turin et le Tour de Lombardie couru deux jours plus tard. 

### Parcours
Le parcours de l'édition 2024 est très différent de celui de l'édition précédente. Il compte 30 kilomètres de plus et les villes de départ (Valdengo) et d'arrivée (Borgomanero) sont différentes. Le parcours grimpe trois difficultés répertoriées : le Passo della Colma (altitude : 942 m, sommet à 62 km de l'arrivée) puis deux côtes moins longues : Cremosina (sommet à 40,8 km de l'arrivée) et Traversagna (sommet à 24,1 km de l'arrivée). Les 11 derniers kilomètres sont assez vallonnés et la fin de la course est en faux plat montant.

### Équipes
23 équipes sont au départ de la course : 14 équipes UCI WorldTeams et 9 UCI ProTeams.
| WorldTeams (14)- Lidl-Trek - Alpecin-Deceuninck - Arkéa-B&B Hotels - Astana Qazaqstan Team - Bahrain Victorious - Cofidis - EF Education-EasyPost - Ineos Grenadiers - Intermarché-Wanty - Movistar Team - Red Bull-Bora-Hansgrohe - Team dsm-firmenich PostNL - Team Jayco AlUla - UAE Team Emirates ProTeams (9)- Bingoal WB - Corratec-Vini Fantini - Israel-Premier Tech - Lotto Dstny - Q36.5 Pro Cycling Team - Polti Kometa - Tudor Pro Cycling Team - Uno-X Mobility - VF Group-Bardiani CSF-Faizané |
| |

## Classement final
| \| Classement général \| Classement général \| Classement général \| Classement général \| Classement général \| \| Coureur \| Coureur \| Pays \| Équipe \| Temps \| \| ------------------ \| ------------------ \| ------------------ \| ----------------------------- \| ------------------ \| \| 1er \| Neilson Powless \| États-Unis \| EF Education-EasyPost \| 3 h 57 min 36 s \| \| 2e \| Corbin Strong \| Nouvelle-Zélande \| Israel-Premier Tech \| + 7 s \| \| 3e \| Alex Aranburu \| Espagne \| Movistar Team \| + 7 s \| \| 4e \| Filippo Magli \| Italie \| VF Group-Bardiani CSF-Faizanè \| + 7 s \| \| 5e \| Xandro Meurisse \| Belgique \| Alpecin-Deceuninck \| + 7 s \| \| 6e \| Tobias Johannessen \| Norvège \| Uno-X Mobility \| + 7 s \| \| 7e \| Natnael Tesfatsion \| Érythrée \| Lidl-Trek \| + 7 s \| \| 8e \| Francesco Busatto \| Italie \| Intermarché-Wanty \| + 7 s \| \| 9e \| Edoardo Zambanini \| Italie \| Bahrain Victorious \| + 7 s \| \| 10e \| Matej Mohorič \| Slovénie \| Bahrain Victorious \| + 7 s \| |                    |                  |                               |                 |
| |                    |                  |                               |                 |
| Source : ProCyclingStats |                    |                  |                               |                 |
| Classement général |                    |                  |                               |                 |
| Coureur | Coureur            | Pays             | Équipe                        | Temps           |
| 1er | Neilson Powless    | États-Unis       | EF Education-EasyPost         | 3 h 57 min 36 s |
| 2e | Corbin Strong      | Nouvelle-Zélande | Israel-Premier Tech           | + 7 s           |
| 3e | Alex Aranburu      | Espagne          | Movistar Team                 | + 7 s           |
| 4e | Filippo Magli      | Italie           | VF Group-Bardiani CSF-Faizanè | + 7 s           |
| 5e | Xandro Meurisse    | Belgique         | Alpecin-Deceuninck            | + 7 s           |
| 6e | Tobias Johannessen | Norvège          | Uno-X Mobility                | + 7 s           |
| 7e | Natnael Tesfatsion | Érythrée         | Lidl-Trek                     | + 7 s           |
| 8e | Francesco Busatto  | Italie           | Intermarché-Wanty             | + 7 s           |
| 9e | Edoardo Zambanini  | Italie           | Bahrain Victorious            | + 7 s           |
| 10e | Matej Mohorič      | Slovénie         | Bahrain Victorious            | + 7 s           |

## Liste des participants
| Légende | Légende                                                                    | Légende | Légende                                                    |
| ------- | -------------------------------------------------------------------------- | ------- | ---------------------------------------------------------- |
| Num     | Dossard de départ porté par le coureur sur cette course                    | Pos     | Position à l'arrivée de la course                          |
|         | Indique un maillot de champion national ou mondial, suivi de sa spécialité | NP      | Indique un coureur qui n'a pas pris le départ de la course |
| AB      | Indique un coureur qui n'a pas terminé la course                           | HD      | Indique un coureur qui a terminé la course hors des délais |
| DSQ     | Indique un coureur qui a été disqualifié de la course                      |         |                                                            |

| Lidl-Trek LTK | Lidl-Trek LTK            | Lidl-Trek LTK |
| ------------- | ------------------------ | ------------- |
| Num           | Coureur                  | Pos           |
| 1             | Giulio Ciccone (ITA)     | 30e           |
| 2             | Julien Bernard (FRA)     | 89e           |
| 3             | Dario Cataldo (ITA)      | 99e           |
| 4             | Fabio Felline (ITA)      | 66e           |
| 5             | Jacopo Mosca (ITA)       | 77e           |
| 6             | Sam Oomen (NED)          | AB            |
| 7             | Natnael Tesfatsion (ERI) | 7e            |

| Alpecin-Deceuninck ADC | Alpecin-Deceuninck ADC | Alpecin-Deceuninck ADC |
| ---------------------- | ---------------------- | ---------------------- |
| Num                    | Coureur                | Pos                    |
| 11                     | Kaden Groves (AUS)     | 43e                    |
| 12                     | Tobias Bayer (AUT)     | 101e                   |
| 13                     | Juri Hollmann (GER)    | 74e                    |
| 14                     | Louis Kitzki (GER)     | AB                     |
| 15                     | Xandro Meurisse (BEL)  | 5e                     |
| 16                     | Henri Uhlig (GER)      | 103e                   |
| 17                     | Stan Van Tricht (BEL)  | 118e                   |

| Arkéa-B&B Hotels ARK | Arkéa-B&B Hotels ARK    | Arkéa-B&B Hotels ARK |
| -------------------- | ----------------------- | -------------------- |
| Num                  | Coureur                 | Pos                  |
| 21                   | Vincenzo Albanese (ITA) | AB                   |
| 22                   | Jenthe Biermans (BEL)   | AB                   |
| 23                   | Alessandro Verre (ITA)  | 95e                  |
| 24                   | Simon Guglielmi (FRA)   | 60e                  |
| 25                   | Laurens Huys (BEL)      | 23e                  |
| 26                   | Łukasz Owsian (POL)     | 115e                 |
| 27                   | Michel Ries (LUX)       | 62e                  |

| Astana Qazaqstan Team AST | Astana Qazaqstan Team AST     | Astana Qazaqstan Team AST |
| ------------------------- | ----------------------------- | ------------------------- |
| Num                       | Coureur                       | Pos                       |
| 31                        | Alberto Bettiol (ITA) (route) | 68e                       |
| 32                        | Davide Ballerini (ITA)        | AB                        |
| 33                        | Cees Bol (NED)                | 46e                       |
| 34                        | Yevgeniy Fedorov (KAZ)        | 117e                      |
| 35                        | Michele Gazzoli (ITA)         | AB                        |
| 36                        | Max Kanter (GER)              | 96e                       |
| 37                        | Alessandro Romele (ITA)       | 91e                       |

| Bahrain Victorious TBV | Bahrain Victorious TBV  | Bahrain Victorious TBV |
| ---------------------- | ----------------------- | ---------------------- |
| Num                    | Coureur                 | Pos                    |
| 41                     | Matej Mohorič (SLO)     | 10e                    |
| 42                     | Nikias Arndt (GER)      | 56e                    |
| 43                     | Matevž Govekar (SLO)    | 45e                    |
| 44                     | Andrea Pasqualon (ITA)  | 47e                    |
| 45                     | Damiano Caruso (ITA)    | 108e                   |
| 46                     | Fred Wright (GBR)       | AB                     |
| 47                     | Edoardo Zambanini (ITA) | 9e                     |

| Bingoal WB BWB | Bingoal WB BWB         | Bingoal WB BWB |
| -------------- | ---------------------- | -------------- |
| Num            | Coureur                | Pos            |
| 51             | Marco Tizza (ITA)      | AB             |
| 52             | Louka Matthys (BEL)    | 114e           |
| 54             | Davide Persico (ITA)   | AB             |
| 55             | Dimitri Peyskens (BEL) | 85e            |
| 56             | Lennert Teugels (BEL)  | 50e            |
| 57             | Giacomo Villa (ITA)    | 107e           |

| Cofidis COF | Cofidis COF                 | Cofidis COF |
| ----------- | --------------------------- | ----------- |
| Num         | Coureur                     | Pos         |
| 61          | Benjamin Thomas (FRA)       | 42e         |
| 62          | Stanisław Aniołkowski (POL) | AB          |
| 63          | Filip Gruszczyński (POL)    | 90e         |
| 64          | Hugo Toumire (FRA)          | AB          |
| 65          | Axel Zingle (FRA)           | AB          |
| 66          | Stefano Oldani (ITA)        | 84e         |
| 67          | Harrison Wood (GBR)         | 20e         |

| Team Corratec-Vini Fantini COR | Team Corratec-Vini Fantini COR | Team Corratec-Vini Fantini COR |
| ------------------------------ | ------------------------------ | ------------------------------ |
| Num                            | Coureur                        | Pos                            |
| 71                             | Matteo Amella (ITA)            | AB                             |
| 72                             | Davide Baldaccini (ITA)        | 93e                            |
| 73                             | Niccolò Bonifazio (ITA)        | AB                             |
| 74                             | Valentin Darbellay (SUI)       | 52e                            |
| 75                             | Simone Olivero (ITA)           | AB                             |
| 76                             | Andrii Ponomar (UKR)           | 54e                            |
| 77                             | Mark Stewart (GBR)             | 116e                           |

| EF Education-EasyPost EFE | EF Education-EasyPost EFE | EF Education-EasyPost EFE |
| ------------------------- | ------------------------- | ------------------------- |
| Num                       | Coureur                   | Pos                       |
| 81                        | Rui Costa (POR)           | 41e                       |
| 82                        | Mikkel Honoré (DEN)       | 55e                       |
| 83                        | Neilson Powless (USA)     | 1er                       |
| 84                        | Darren Rafferty (IRL)     | AB                        |
| 85                        | James Shaw (GBR)          | AB                        |
| 86                        | Georg Steinhauser (GER)   | 29e                       |
| 87                        | Marijn van den Berg (NED) | AB                        |

| Ineos Grenadiers IGD | Ineos Grenadiers IGD  | Ineos Grenadiers IGD |
| -------------------- | --------------------- | -------------------- |
| Num                  | Coureur               | Pos                  |
| 91                   | Filippo Ganna (ITA)   | AB                   |
| 92                   | Thymen Arensman (NED) | 35e                  |
| 93                   | Ethan Hayter (GBR)    | 88e                  |
| 94                   | Tom Pidcock (GBR)     | 15e                  |
| 95                   | Ben Swift (GBR)       | 24e                  |
| 96                   | Connor Swift (GBR)    | 64e                  |
| 97                   | Ben Turner (GBR)      | AB                   |

| Intermarché-Wanty IWA | Intermarché-Wanty IWA   | Intermarché-Wanty IWA |
| --------------------- | ----------------------- | --------------------- |
| Num                   | Coureur                 | Pos                   |
| 101                   | Lorenzo Rota (ITA)      | 11e                   |
| 102                   | Vito Braet (BEL)        | 106e                  |
| 103                   | Francesco Busatto (ITA) | 8e                    |
| 104                   | Lilian Calmejane (FRA)  | 105e                  |
| 105                   | Simone Gualdi (ITA)     | 28e                   |
| 106                   | Simone Petilli (ITA)    | 87e                   |
| 107                   | Georg Zimmermann (GER)  | 22e                   |

| Israel-Premier Tech IPT | Israel-Premier Tech IPT | Israel-Premier Tech IPT |
| ----------------------- | ----------------------- | ----------------------- |
| Num                     | Coureur                 | Pos                     |
| 111                     | Pier-André Côté (CAN)   | 98e                     |
| 112                     | Simon Clarke (AUS)      | AB                      |
| 113                     | Marco Frigo (ITA)       | 78e                     |
| 114                     | Hugo Houle (CAN)        | 37e                     |
| 115                     | Nick Schultz (AUS)      | 40e                     |
| 116                     | Corbin Strong (NZL)     | 2e                      |
| 117                     | Floris Van Tricht (BEL) | AB                      |

| Lotto Dstny LTD | Lotto Dstny LTD          | Lotto Dstny LTD |
| --------------- | ------------------------ | --------------- |
| Num             | Coureur                  | Pos             |
| 121             | Jasper De Buyst (BEL)    | 119e            |
| 122             | Johannes Adamietz (GER)  | AB              |
| 123             | Sylvain Moniquet (BEL)   | 21e             |
| 124             | Harm Vanhoucke (BEL)     | 38e             |
| 125             | Alec Segaert (BEL)       | 120e            |
| 126             | Florian Vermeersch (BEL) | 59e             |

| Movistar Team MOV | Movistar Team MOV         | Movistar Team MOV |
| ----------------- | ------------------------- | ----------------- |
| Num               | Coureur                   | Pos               |
| 131               | Alex Aranburu (ESP)       | 3e                |
| 132               | Jorge Arcas (ESP)         | 111e              |
| 133               | Davide Cimolai (ITA)      | AB                |
| 134               | Iván García Cortina (ESP) | 48e               |
| 135               | Lorenzo Milesi (ITA)      | 17e               |
| 136               | Sergio Samitier (ESP)     | 57e               |
| 137               | Gonzalo Serrano (ESP)     | 51e               |

| Q36.5 Pro Cycling Team Q36 | Q36.5 Pro Cycling Team Q36 | Q36.5 Pro Cycling Team Q36 |
| -------------------------- | -------------------------- | -------------------------- |
| Num                        | Coureur                    | Pos                        |
| 141                        | Gianluca Brambilla (ITA)   | 71e                        |
| 142                        | Walter Calzoni (ITA)       | 58e                        |
| 143                        | Marcel Camprubí (ESP)      | 81e                        |
| 144                        | Matteo Moschetti (ITA)     | AB                         |
| 145                        | Manuel Oioli (ITA)         | 102e                       |
| 146                        | Nicolò Parisini (ITA)      | 49e                        |
| 147                        | Nickolas Zukowsky (CAN)    | 25e                        |

| Red Bull-Bora-Hansgrohe RBH | Red Bull-Bora-Hansgrohe RBH | Red Bull-Bora-Hansgrohe RBH |
| --------------------------- | --------------------------- | --------------------------- |
| Num                         | Coureur                     | Pos                         |
| 151                         | Matteo Sobrero (ITA)        | 18e                         |
| 152                         | Giovanni Aleotti (ITA)      | 73e                         |
| 153                         | Emil Herzog (GER)           | 79e                         |
| 154                         | Bob Jungels (LUX)           | 31e                         |
| 155                         | Sergio Higuita (COL)        | 75e                         |

| Team dsm-firmenich PostNL DFP | Team dsm-firmenich PostNL DFP | Team dsm-firmenich PostNL DFP |
| ----------------------------- | ----------------------------- | ----------------------------- |
| Num                           | Coureur                       | Pos                           |
| 161                           | Romain Bardet (FRA)           | 104e                          |
| 162                           | Romain Combaud (FRA)          | 110e                          |
| 163                           | Chris Hamilton (AUS)          | 65e                           |
| 164                           | Gijs Leemreize (NED)          | 61e                           |
| 165                           | Martijn Tusveld (NED)         | 14e                           |
| 166                           | Frank van den Broek (NED)     | 112e                          |
| 167                           | Kevin Vermaerke (USA)         | 109e                          |

| Team Jayco AlUla JAY | Team Jayco AlUla JAY          | Team Jayco AlUla JAY |
| -------------------- | ----------------------------- | -------------------- |
| Num                  | Coureur                       | Pos                  |
| 172                  | Alessandro De Marchi (ITA)    | AB                   |
| 173                  | Davide De Pretto (ITA)        | 80e                  |
| 174                  | Felix Engelhardt (GER)        | 27e                  |
| 175                  | Anders Foldager (DEN)         | 12e                  |
| 176                  | Christopher Juul Jensen (DEN) | 121e                 |
| 177                  | Alastair Mackellar (AUS)      | AB                   |

| Team Polti Kometa PTK | Team Polti Kometa PTK       | Team Polti Kometa PTK |
| --------------------- | --------------------------- | --------------------- |
| Num                   | Coureur                     | Pos                   |
| 181                   | Jhonatan Restrepo (COL)     | AB                    |
| 182                   | Davide Bais (ITA)           | 69e                   |
| 183                   | Mattia Bais (ITA)           | 53e                   |
| 184                   | Matteo Fabbro (ITA)         | 70e                   |
| 185                   | Giovanni Lonardi (ITA)      | AB                    |
| 186                   | Mirco Maestri (ITA)         | 86e                   |
| 187                   | Francisco Muñoz Llana (ESP) | 26e                   |

| Tudor Pro Cycling Team TUD | Tudor Pro Cycling Team TUD | Tudor Pro Cycling Team TUD |
| -------------------------- | -------------------------- | -------------------------- |
| Num                        | Coureur                    | Pos                        |
| 191                        | Matteo Trentin (ITA)       | 44e                        |
| 192                        | Robin Donzé (SUI)          | 83e                        |
| 193                        | Hannes Wilksch (GER)       | 72e                        |
| 194                        | Arnaud Tendon (SUI)        | 82e                        |
| 195                        | Roland Thalmann (SUI)      | 97e                        |
| 196                        | Yannis Voisard (SUI)       | 92e                        |
| 197                        | Luc Wirtgen (LUX)          | AB                         |

| UAE Team Emirates UAD | UAE Team Emirates UAD   | UAE Team Emirates UAD |
| --------------------- | ----------------------- | --------------------- |
| Num                   | Coureur                 | Pos                   |
| 201                   | Diego Ulissi (ITA)      | 33e                   |
| 202                   | Filippo Baroncini (ITA) | 13e                   |
| 203                   | Sjoerd Bax (NED)        | AB                    |
| 204                   | Jan Christen (SUI)      | AB                    |
| 205                   | Alessandro Covi (ITA)   | 39e                   |
| 207                   | Luca Giaimi (ITA)       | AB                    |

| Uno-X Mobility UXM | Uno-X Mobility UXM         | Uno-X Mobility UXM |
| ------------------ | -------------------------- | ------------------ |
| Num                | Coureur                    | Pos                |
| 211                | Andreas Leknessund (NOR)   | 36e                |
| 212                | Idar Andersen (NOR)        | 32e                |
| 213                | Odd Christian Eiking (NOR) | 67e                |
| 214                | Ådne Holter (NOR)          | 100e               |
| 215                | Anders Johannessen (NOR)   | 94e                |
| 216                | Tobias Johannessen (NOR)   | 6e                 |
| 217                | Johannes Kulset (NOR)      | 34e                |

| VF Group-Bardiani CSF-Faizanè VBF | VF Group-Bardiani CSF-Faizanè VBF | VF Group-Bardiani CSF-Faizanè VBF |
| --------------------------------- | --------------------------------- | --------------------------------- |
| Num                               | Coureur                           | Pos                               |
| 221                               | Filippo Fiorelli (ITA)            | 63e                               |
| 222                               | Luca Colnaghi (ITA)               | AB                                |
| 223                               | Luca Covili (ITA)                 | 19e                               |
| 224                               | Filippo Magli (ITA)               | 4e                                |
| 225                               | Alessio Martinelli (ITA)          | 76e                               |
| 226                               | Alessandro Pinarello (ITA)        | 16e                               |
| 227                               | Enrico Zanoncello (ITA)           | 113e                              |

| Lidl-Trek LTK | Lidl-Trek LTK            | Lidl-Trek LTK |
| ------------- | ------------------------ | ------------- |
| Num           | Coureur                  | Pos           |
| 1             | Giulio Ciccone (ITA)     | 30e           |
| 2             | Julien Bernard (FRA)     | 89e           |
| 3             | Dario Cataldo (ITA)      | 99e           |
| 4             | Fabio Felline (ITA)      | 66e           |
| 5             | Jacopo Mosca (ITA)       | 77e           |
| 6             | Sam Oomen (NED)          | AB            |
| 7             | Natnael Tesfatsion (ERI) | 7e            |

| Alpecin-Deceuninck ADC | Alpecin-Deceuninck ADC | Alpecin-Deceuninck ADC |
| ---------------------- | ---------------------- | ---------------------- |
| Num                    | Coureur                | Pos                    |
| 11                     | Kaden Groves (AUS)     | 43e                    |
| 12                     | Tobias Bayer (AUT)     | 101e                   |
| 13                     | Juri Hollmann (GER)    | 74e                    |
| 14                     | Louis Kitzki (GER)     | AB                     |
| 15                     | Xandro Meurisse (BEL)  | 5e                     |
| 16                     | Henri Uhlig (GER)      | 103e                   |
| 17                     | Stan Van Tricht (BEL)  | 118e                   |

| Arkéa-B&B Hotels ARK | Arkéa-B&B Hotels ARK    | Arkéa-B&B Hotels ARK |
| -------------------- | ----------------------- | -------------------- |
| Num                  | Coureur                 | Pos                  |
| 21                   | Vincenzo Albanese (ITA) | AB                   |
| 22                   | Jenthe Biermans (BEL)   | AB                   |
| 23                   | Alessandro Verre (ITA)  | 95e                  |
| 24                   | Simon Guglielmi (FRA)   | 60e                  |
| 25                   | Laurens Huys (BEL)      | 23e                  |
| 26                   | Łukasz Owsian (POL)     | 115e                 |
| 27                   | Michel Ries (LUX)       | 62e                  |

| Astana Qazaqstan Team AST | Astana Qazaqstan Team AST     | Astana Qazaqstan Team AST |
| ------------------------- | ----------------------------- | ------------------------- |
| Num                       | Coureur                       | Pos                       |
| 31                        | Alberto Bettiol (ITA) (route) | 68e                       |
| 32                        | Davide Ballerini (ITA)        | AB                        |
| 33                        | Cees Bol (NED)                | 46e                       |
| 34                        | Yevgeniy Fedorov (KAZ)        | 117e                      |
| 35                        | Michele Gazzoli (ITA)         | AB                        |
| 36                        | Max Kanter (GER)              | 96e                       |
| 37                        | Alessandro Romele (ITA)       | 91e                       |

| Bahrain Victorious TBV | Bahrain Victorious TBV  | Bahrain Victorious TBV |
| ---------------------- | ----------------------- | ---------------------- |
| Num                    | Coureur                 | Pos                    |
| 41                     | Matej Mohorič (SLO)     | 10e                    |
| 42                     | Nikias Arndt (GER)      | 56e                    |
| 43                     | Matevž Govekar (SLO)    | 45e                    |
| 44                     | Andrea Pasqualon (ITA)  | 47e                    |
| 45                     | Damiano Caruso (ITA)    | 108e                   |
| 46                     | Fred Wright (GBR)       | AB                     |
| 47                     | Edoardo Zambanini (ITA) | 9e                     |

| Bingoal WB BWB | Bingoal WB BWB         | Bingoal WB BWB |
| -------------- | ---------------------- | -------------- |
| Num            | Coureur                | Pos            |
| 51             | Marco Tizza (ITA)      | AB             |
| 52             | Louka Matthys (BEL)    | 114e           |
| 54             | Davide Persico (ITA)   | AB             |
| 55             | Dimitri Peyskens (BEL) | 85e            |
| 56             | Lennert Teugels (BEL)  | 50e            |
| 57             | Giacomo Villa (ITA)    | 107e           |

| Cofidis COF | Cofidis COF                 | Cofidis COF |
| ----------- | --------------------------- | ----------- |
| Num         | Coureur                     | Pos         |
| 61          | Benjamin Thomas (FRA)       | 42e         |
| 62          | Stanisław Aniołkowski (POL) | AB          |
| 63          | Filip Gruszczyński (POL)    | 90e         |
| 64          | Hugo Toumire (FRA)          | AB          |
| 65          | Axel Zingle (FRA)           | AB          |
| 66          | Stefano Oldani (ITA)        | 84e         |
| 67          | Harrison Wood (GBR)         | 20e         |

| Team Corratec-Vini Fantini COR | Team Corratec-Vini Fantini COR | Team Corratec-Vini Fantini COR |
| ------------------------------ | ------------------------------ | ------------------------------ |
| Num                            | Coureur                        | Pos                            |
| 71                             | Matteo Amella (ITA)            | AB                             |
| 72                             | Davide Baldaccini (ITA)        | 93e                            |
| 73                             | Niccolò Bonifazio (ITA)        | AB                             |
| 74                             | Valentin Darbellay (SUI)       | 52e                            |
| 75                             | Simone Olivero (ITA)           | AB                             |
| 76                             | Andrii Ponomar (UKR)           | 54e                            |
| 77                             | Mark Stewart (GBR)             | 116e                           |

| EF Education-EasyPost EFE | EF Education-EasyPost EFE | EF Education-EasyPost EFE |
| ------------------------- | ------------------------- | ------------------------- |
| Num                       | Coureur                   | Pos                       |
| 81                        | Rui Costa (POR)           | 41e                       |
| 82                        | Mikkel Honoré (DEN)       | 55e                       |
| 83                        | Neilson Powless (USA)     | 1er                       |
| 84                        | Darren Rafferty (IRL)     | AB                        |
| 85                        | James Shaw (GBR)          | AB                        |
| 86                        | Georg Steinhauser (GER)   | 29e                       |
| 87                        | Marijn van den Berg (NED) | AB                        |

| Ineos Grenadiers IGD | Ineos Grenadiers IGD  | Ineos Grenadiers IGD |
| -------------------- | --------------------- | -------------------- |
| Num                  | Coureur               | Pos                  |
| 91                   | Filippo Ganna (ITA)   | AB                   |
| 92                   | Thymen Arensman (NED) | 35e                  |
| 93                   | Ethan Hayter (GBR)    | 88e                  |
| 94                   | Tom Pidcock (GBR)     | 15e                  |
| 95                   | Ben Swift (GBR)       | 24e                  |
| 96                   | Connor Swift (GBR)    | 64e                  |
| 97                   | Ben Turner (GBR)      | AB                   |

| Intermarché-Wanty IWA | Intermarché-Wanty IWA   | Intermarché-Wanty IWA |
| --------------------- | ----------------------- | --------------------- |
| Num                   | Coureur                 | Pos                   |
| 101                   | Lorenzo Rota (ITA)      | 11e                   |
| 102                   | Vito Braet (BEL)        | 106e                  |
| 103                   | Francesco Busatto (ITA) | 8e                    |
| 104                   | Lilian Calmejane (FRA)  | 105e                  |
| 105                   | Simone Gualdi (ITA)     | 28e                   |
| 106                   | Simone Petilli (ITA)    | 87e                   |
| 107                   | Georg Zimmermann (GER)  | 22e                   |

| Israel-Premier Tech IPT | Israel-Premier Tech IPT | Israel-Premier Tech IPT |
| ----------------------- | ----------------------- | ----------------------- |
| Num                     | Coureur                 | Pos                     |
| 111                     | Pier-André Côté (CAN)   | 98e                     |
| 112                     | Simon Clarke (AUS)      | AB                      |
| 113                     | Marco Frigo (ITA)       | 78e                     |
| 114                     | Hugo Houle (CAN)        | 37e                     |
| 115                     | Nick Schultz (AUS)      | 40e                     |
| 116                     | Corbin Strong (NZL)     | 2e                      |
| 117                     | Floris Van Tricht (BEL) | AB                      |

| Lotto Dstny LTD | Lotto Dstny LTD          | Lotto Dstny LTD |
| --------------- | ------------------------ | --------------- |
| Num             | Coureur                  | Pos             |
| 121             | Jasper De Buyst (BEL)    | 119e            |
| 122             | Johannes Adamietz (GER)  | AB              |
| 123             | Sylvain Moniquet (BEL)   | 21e             |
| 124             | Harm Vanhoucke (BEL)     | 38e             |
| 125             | Alec Segaert (BEL)       | 120e            |
| 126             | Florian Vermeersch (BEL) | 59e             |

| Movistar Team MOV | Movistar Team MOV         | Movistar Team MOV |
| ----------------- | ------------------------- | ----------------- |
| Num               | Coureur                   | Pos               |
| 131               | Alex Aranburu (ESP)       | 3e                |
| 132               | Jorge Arcas (ESP)         | 111e              |
| 133               | Davide Cimolai (ITA)      | AB                |
| 134               | Iván García Cortina (ESP) | 48e               |
| 135               | Lorenzo Milesi (ITA)      | 17e               |
| 136               | Sergio Samitier (ESP)     | 57e               |
| 137               | Gonzalo Serrano (ESP)     | 51e               |

| Q36.5 Pro Cycling Team Q36 | Q36.5 Pro Cycling Team Q36 | Q36.5 Pro Cycling Team Q36 |
| -------------------------- | -------------------------- | -------------------------- |
| Num                        | Coureur                    | Pos                        |
| 141                        | Gianluca Brambilla (ITA)   | 71e                        |
| 142                        | Walter Calzoni (ITA)       | 58e                        |
| 143                        | Marcel Camprubí (ESP)      | 81e                        |
| 144                        | Matteo Moschetti (ITA)     | AB                         |
| 145                        | Manuel Oioli (ITA)         | 102e                       |
| 146                        | Nicolò Parisini (ITA)      | 49e                        |
| 147                        | Nickolas Zukowsky (CAN)    | 25e                        |

| Red Bull-Bora-Hansgrohe RBH | Red Bull-Bora-Hansgrohe RBH | Red Bull-Bora-Hansgrohe RBH |
| --------------------------- | --------------------------- | --------------------------- |
| Num                         | Coureur                     | Pos                         |
| 151                         | Matteo Sobrero (ITA)        | 18e                         |
| 152                         | Giovanni Aleotti (ITA)      | 73e                         |
| 153                         | Emil Herzog (GER)           | 79e                         |
| 154                         | Bob Jungels (LUX)           | 31e                         |
| 155                         | Sergio Higuita (COL)        | 75e                         |

| Team dsm-firmenich PostNL DFP | Team dsm-firmenich PostNL DFP | Team dsm-firmenich PostNL DFP |
| ----------------------------- | ----------------------------- | ----------------------------- |
| Num                           | Coureur                       | Pos                           |
| 161                           | Romain Bardet (FRA)           | 104e                          |
| 162                           | Romain Combaud (FRA)          | 110e                          |
| 163                           | Chris Hamilton (AUS)          | 65e                           |
| 164                           | Gijs Leemreize (NED)          | 61e                           |
| 165                           | Martijn Tusveld (NED)         | 14e                           |
| 166                           | Frank van den Broek (NED)     | 112e                          |
| 167                           | Kevin Vermaerke (USA)         | 109e                          |

| Team Jayco AlUla JAY | Team Jayco AlUla JAY          | Team Jayco AlUla JAY |
| -------------------- | ----------------------------- | -------------------- |
| Num                  | Coureur                       | Pos                  |
| 172                  | Alessandro De Marchi (ITA)    | AB                   |
| 173                  | Davide De Pretto (ITA)        | 80e                  |
| 174                  | Felix Engelhardt (GER)        | 27e                  |
| 175                  | Anders Foldager (DEN)         | 12e                  |
| 176                  | Christopher Juul Jensen (DEN) | 121e                 |
| 177                  | Alastair Mackellar (AUS)      | AB                   |

| Team Polti Kometa PTK | Team Polti Kometa PTK       | Team Polti Kometa PTK |
| --------------------- | --------------------------- | --------------------- |
| Num                   | Coureur                     | Pos                   |
| 181                   | Jhonatan Restrepo (COL)     | AB                    |
| 182                   | Davide Bais (ITA)           | 69e                   |
| 183                   | Mattia Bais (ITA)           | 53e                   |
| 184                   | Matteo Fabbro (ITA)         | 70e                   |
| 185                   | Giovanni Lonardi (ITA)      | AB                    |
| 186                   | Mirco Maestri (ITA)         | 86e                   |
| 187                   | Francisco Muñoz Llana (ESP) | 26e                   |

| Tudor Pro Cycling Team TUD | Tudor Pro Cycling Team TUD | Tudor Pro Cycling Team TUD |
| -------------------------- | -------------------------- | -------------------------- |
| Num                        | Coureur                    | Pos                        |
| 191                        | Matteo Trentin (ITA)       | 44e                        |
| 192                        | Robin Donzé (SUI)          | 83e                        |
| 193                        | Hannes Wilksch (GER)       | 72e                        |
| 194                        | Arnaud Tendon (SUI)        | 82e                        |
| 195                        | Roland Thalmann (SUI)      | 97e                        |
| 196                        | Yannis Voisard (SUI)       | 92e                        |
| 197                        | Luc Wirtgen (LUX)          | AB                         |

| UAE Team Emirates UAD | UAE Team Emirates UAD   | UAE Team Emirates UAD |
| --------------------- | ----------------------- | --------------------- |
| Num                   | Coureur                 | Pos                   |
| 201                   | Diego Ulissi (ITA)      | 33e                   |
| 202                   | Filippo Baroncini (ITA) | 13e                   |
| 203                   | Sjoerd Bax (NED)        | AB                    |
| 204                   | Jan Christen (SUI)      | AB                    |
| 205                   | Alessandro Covi (ITA)   | 39e                   |
| 207                   | Luca Giaimi (ITA)       | AB                    |

| Uno-X Mobility UXM | Uno-X Mobility UXM         | Uno-X Mobility UXM |
| ------------------ | -------------------------- | ------------------ |
| Num                | Coureur                    | Pos                |
| 211                | Andreas Leknessund (NOR)   | 36e                |
| 212                | Idar Andersen (NOR)        | 32e                |
| 213                | Odd Christian Eiking (NOR) | 67e                |
| 214                | Ådne Holter (NOR)          | 100e               |
| 215                | Anders Johannessen (NOR)   | 94e                |
| 216                | Tobias Johannessen (NOR)   | 6e                 |
| 217                | Johannes Kulset (NOR)      | 34e                |

| VF Group-Bardiani CSF-Faizanè VBF | VF Group-Bardiani CSF-Faizanè VBF | VF Group-Bardiani CSF-Faizanè VBF |
| --------------------------------- | --------------------------------- | --------------------------------- |
| Num                               | Coureur                           | Pos                               |
| 221                               | Filippo Fiorelli (ITA)            | 63e                               |
| 222                               | Luca Colnaghi (ITA)               | AB                                |
| 223                               | Luca Covili (ITA)                 | 19e                               |
| 224                               | Filippo Magli (ITA)               | 4e                                |
| 225                               | Alessio Martinelli (ITA)          | 76e                               |
| 226                               | Alessandro Pinarello (ITA)        | 16e                               |
| 227                               | Enrico Zanoncello (ITA)           | 113e                              |